# Will Crothers
Will Crothers (ur. 14 czerwca 1987 w Kingston) – kanadyjski wioślarz, wicemistrz olimpijski, dwukrotny medalista mistrzostw świata.  

## Osiągnięcia
- Mistrzostwa Świata – Eton 2006 – czwórka ze sternikiem – 2. miejsce
- Mistrzostwa Świata – Bled 2011 – ósemka – 3. miejsce
- Igrzyska Olimpijskie – Londyn 2012 – ósemka – 2. miejsce